# 亨利二世 (魯汶)
亨利二世（法語：Henri II de Louvain，約1020年－1078年），魯汶伯爵，蘭貝爾二世之子，1054年至1078年在位。

## 子女
1. 亨利三世（—1095年）
2. 戈德弗瓦一世（—1139年）
3. 阿貝隆一世（英语：Albero I of Louvain）（—1128年）
4. 伊達（—1139年），與埃諾的博杜安二世結婚